# リッチモンド・トンガタマ
リッチモンド・トンガタマ（Richmond Tongatama、1996年7月6日 - ）は、ジャパンラグビーリーグワン静岡ブルーレヴズに所属するラグビー選手。

## プロフィール
- ニュージーランド出身[1]。
- ポジションはフッカー(HO)、フランカー(FL)、ナンバーエイト(No8)。
- 身長 188 cm、体重 125 kg
- U20クック諸島代表に選ばれたことがある[2]。

## 略歴
2018年、オタフフカレッジ卒業後、帝京大学に入る。
2022年、静岡ブルーレヴズに加入。同年12月17日に行われたJAPAN RUGBY LEAGUE ONE第1節トヨタヴェルブリッツ戦にて途中出場でリーグワン公式戦初出場を果たした。